# Alice au grand chapeau
Alice au grand chapeau est un tableau réalisé par Roger de La Fresnaye en 1912. Cette huile sur toile est le portrait cubiste d'une femme portant un chapeau. Exposée au Salon des indépendants de 1912, elle est aujourd'hui conservée au musée des Beaux-Arts de Lyon.

## Expositions
- Salon des indépendants de 1912, Paris, 1912.
- Le Cubisme, Centre national d'art et de culture Georges-Pompidou, Paris, 2018-2019.